# Salanfe

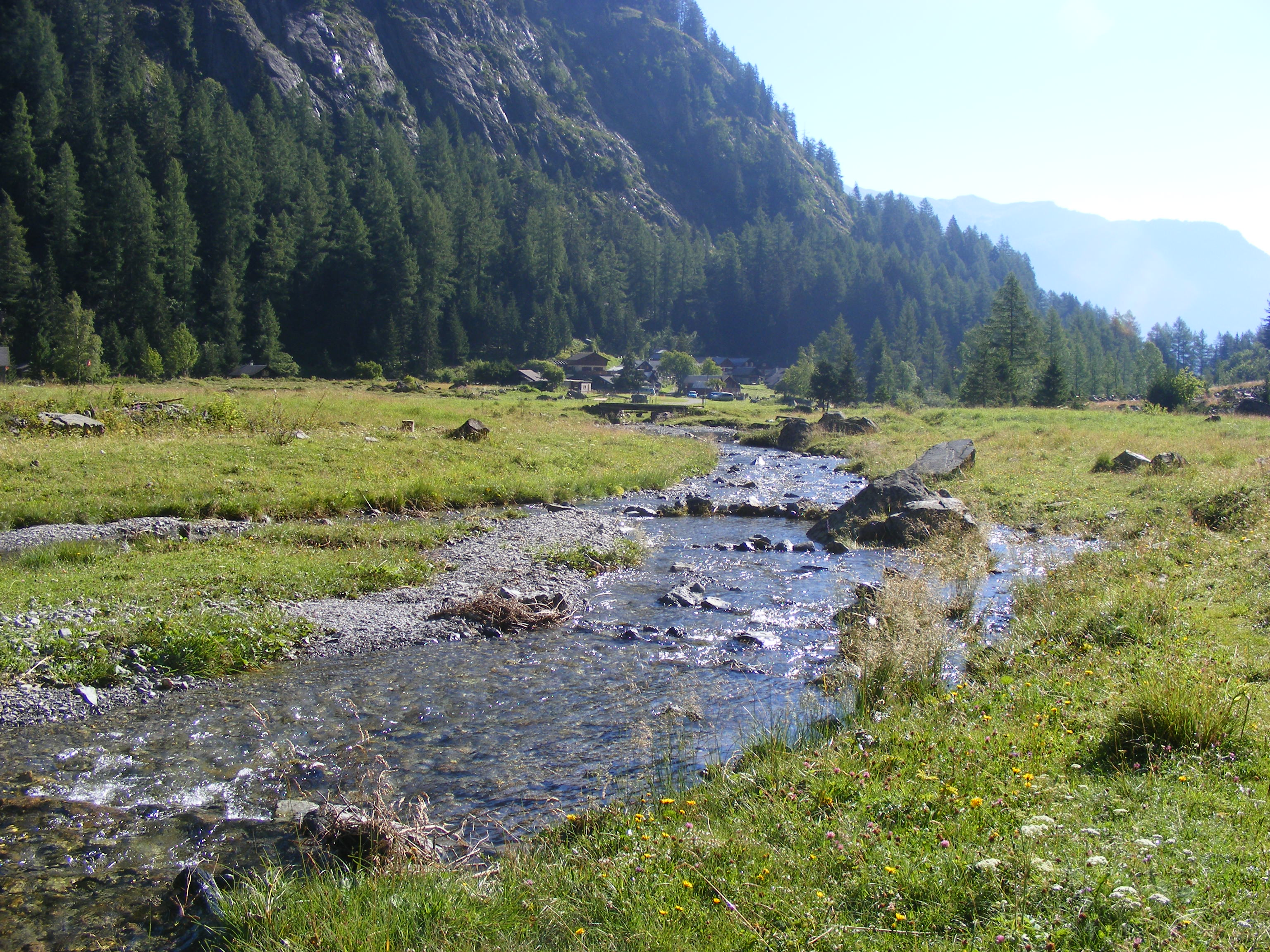
Salanfe bij Van d'en Haut

De Salanfe is een ongeveer 7 kilometer lange beek in het kanton Wallis in Zwitserland.
De Salanfe ontspringt bij het stuwmeer Lac de Salanfe (1925 NAP), en wordt door talrijke zijbeekjes gevoed. Ze stroomt langs de gehuchten Van d'En Haut en Van d'En Bas (gemeente Salvan) en Miéville (gemeente Vernayaz) en vormt hier de Pissevache-waterval. Na 7 kilometer mondt ze uit in de Rhône.
- Virtual International Authority File: 246291197